# Diaphorus wirthi
Diaphorus wirthi är en tvåvingeart som beskrevs av Robinson 1975. Diaphorus wirthi ingår i släktet Diaphorus och familjen styltflugor.
Artens utbredningsområde är Dominica. Inga underarter finns listade i Catalogue of Life.